# Tarucus balkanica
Tarucus balkanica ist ein Schmetterling (Tagfalter) aus der Familie der Bläulinge (Lycaenidae). Nach dem Geschlecht der Gattung wird die Art auch unter dem Synonym Tarucus balkanicus geführt.

## Beschreibung

### Falter
Die Flügelspannweite der Falter beträgt 18 bis 24 Millimeter. Sie weisen einen deutlichen Sexualdimorphismus auf. Dabei schillern die Flügeloberseiten bei den Männchen bläulich, zuweilen leicht graublau. Auf den Vorderflügeln befinden sich deutliche, schwarze Diskoidal- und Postdiskoidalflecke. Die Flügeloberseite der Weibchen hingegen ist überwiegend graubraun und bei einigen Exemplaren mit undeutlichen weißlichen Flecken versehen. Die Unterseiten von Vorder- und Hinterflügeln haben bei beiden Geschlechtern eine weißliche Farbe, von der sich viele schwarze Flecke abheben, die in der Mitte zum Teil als kurze Streifen oder als Diskoidalbinde sowie in der Submarginalregion als Kette aus Punkten ausgebildet sind. Nahe am Analwinkel befindet sich ein sehr dünnes, kurzes Schwänzchen. Das Abdomen ist abwechselnd schwarz und weiß geringelt.

### Ähnliche Arten
Tarucus theophrastus und Tarucus rosacea unterscheiden sich durch die schwächer ausgebildeten Diskoidal- und Postdiskoidalflecke auf der Vorderflügeloberseite bei den Männchen sowie deutlichere weißliche Flecke bei den Weibchen. Zur sicheren Bestimmung ist jedoch eine genitalmorphologische Untersuchung anzuraten.

## Verbreitung und Lebensraum
Tarucus balkanica kommt in Griechenland, der Türkei, Israel sowie weiter östlich durch Asien bis nach Indien vor. Außerdem besiedelt die Art tropische Gebiete Afrikas. Sie lebt bevorzugt in heißen, offenen, gebüschreichen Trockengebieten.

## Lebensweise
Die Falter bilden mehrere Generationen pro Jahr aus, die von April bis Oktober anzutreffen sind. Zur Aufnahme von Nektar besuchen sie gerne die Blüten von Micromeria-Arten. Die Weibchen legen die Eier an den Ästen einer Nahrungspflanze, meist nahe am Grund eines Dorns ab. Die Raupen ernähren sich von den Blättern von Christusdorn (Paliurus spina-christi) und Ziziphus lotus. Sie leben in Symbiose mit Ameisen. Die Puppen überwintern.